# Künstliche Palme in Warschau

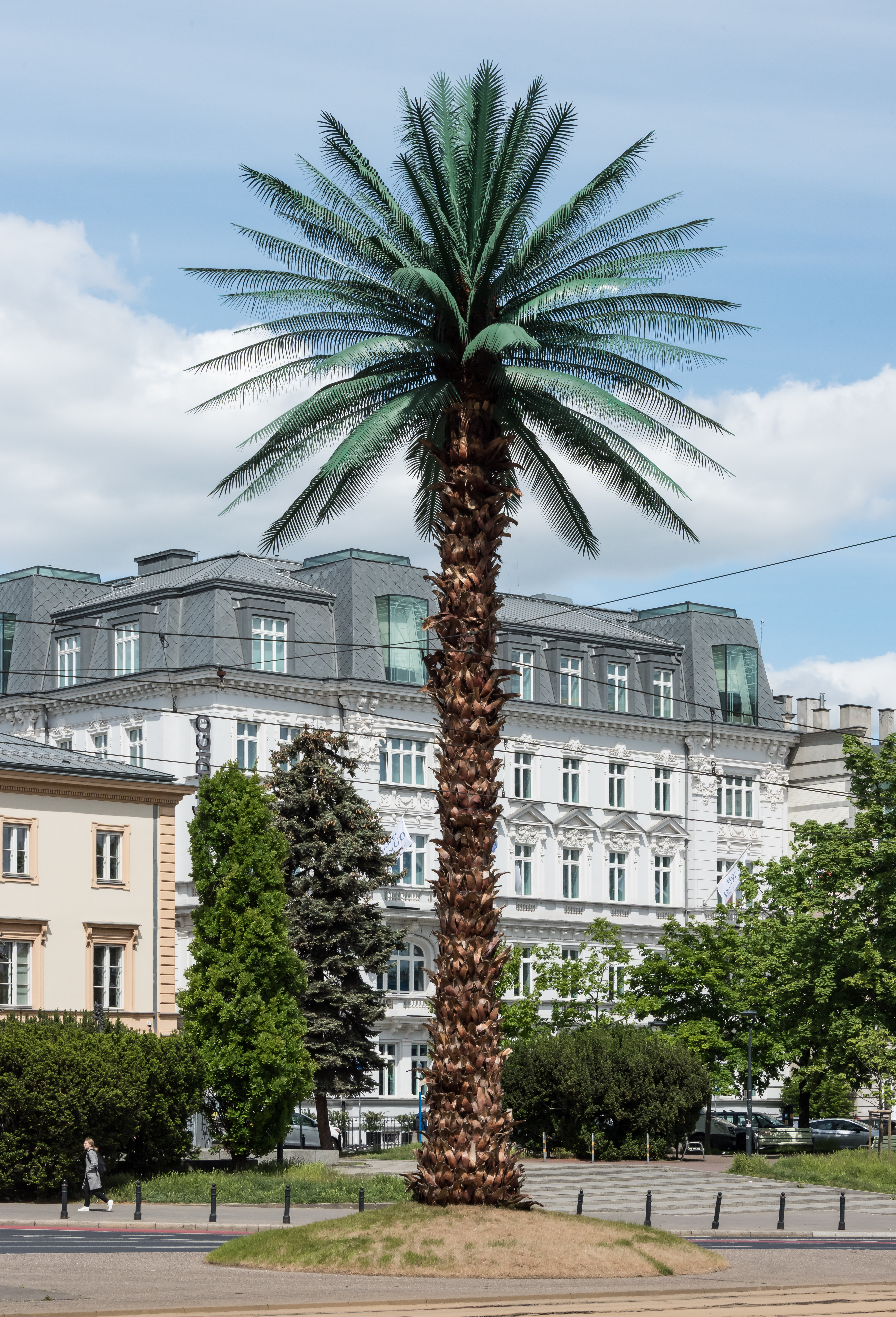
Palme im Jahr 2025

Die künstliche Palme in Warschau befindet sich in der Mitte des Warschauer Kreisverkehrs Rondo Charles’a de Gaulle’a. Es handelt sich um die Nachbildung einer Dattelpalme, die am 12. Dezember 2002 auf Initiative der polnischen Künstlerin Joanna Rajkowska errichtet wurde. Sie wird heute als eines der Wahrzeichen der Stadt betrachtet.

## Geschichte
Die weithin sichtbare Palme wurde an einem der wichtigsten Warschauer Verkehrsknoten aufgestellt; hier kreuzen sich die Aleje Jerozolimskie (Jerusalemer Alleen) und die Ulica Nowy Świat (Neue-Welt-Straße), die zum Warschauer Königsweg gehört. Ursprünglich war sie als Bestandteil eines umfangreicheren, allerdings nur kurzzeitigen Projektes – inspiriert von einer Reise der Künstlerin und des Videoregisseurs Artur Żmijewski nach Israel – im Jahr 2001 geplant. In Warschau sollte an den Jerusalemer Alleen ein Stück Jerusalem entstehen und so an die bedeutende jüdische Vergangenheit Warschaus erinnern. Geplant war, zwei Reihen von künstlichen Palmen entlang der großen Verkehrsader zu errichten, um so die Landschaft Jerusalems nach Warschau zu übertragen. Finanzierungsprobleme und Schwierigkeiten bei den Gesprächen mit Behörden reduzierten das Vorhaben auf die Palme auf der Verkehrsinsel.
Die aus Kunststoffen und natürlichen Materialien hergestellte 15 Meter hohe Palme wurde von einer US-amerikanischen Firma geliefert. Sie steht auf einem Sockel aus vorgefertigten Betonteilen. Die Errichtungskosten wurden von der Künstlerin getragen. Das Kunstwerk war jahrelang Gegenstand heftiger Diskussionen. Bei einer Befragung im Oktober 2003 stimmten 75 % der Warschauer einem Erhalt des Objektes zu. Ursprünglich sollte die Palme nach einem Jahr wieder demontiert werden; sie steht jedoch nach wie vor und ist mittlerweile ein beliebter Treffpunkt. Blätter und die Baumrinde wurden Anfang 2007 durch neue, haltbarere Elemente ersetzt.
Im Rahmen der Protestbewegung Brot statt Spiele (Chleba zamiast igrzysk) entfernte die Künstlerin während der Fußball-Europameisterschaft 2012 in Warschau gemeinsam mit Aktivisten einen Teil der Palmenblätter. Rajkowska wollte damit auch dagegen protestieren, dass die damalige Stadtverwaltung ihr Werk ohne Erlaubnis als Werbemaßnahme für die Fußballmeisterschaft benutzt hatte. Noch ist die Palme Eigentum der Urheberin, die aber ihre Bereitschaft erklärt hat, sie der  Stadtverwaltung zu übertragen.